# Agustín Sarmiento de Sotomayor
Agustín Sarmiento de Sotomayor y Peláez de la Guerra (Cartagena de Indias, ca. 1606-Cuzco, 1652) fue un noble criollo y funcionario colonial que ejerció los corregimientos del Cuzco (1630-1634), de Collaguas (1642) y de Aymaraes, y fue creado I vizconde del Portillo (1642).

## Biografía
Hijo de Francisco Sarmiento de Sotomayor, gobernador y capitán general de Cartagena de Indias y de Popayán, y de su mujer Catalina de Barros Peláez de la Guerra. Probablemente se educó en España bajo la tutela de sus parientes paternos. Hallándose en la Corte, fue investido con el hábito de caballero de la Orden de Santiago (1629). Pasó a Perú con su padre, al ser éste nombrado corregidor del Cuzco. Sin embargo, por una riña causada por los favores de una dama en plena catedral de Lima, solicitó refugio en un templo, a pesar de la orden de reclusión del virrey Luis Jerónimo Fernández de Cabrera y Bobadilla, conde de Chinchón. Haciendo valer sus derechos nobiliarios, fue liberado bajo la condición de disculparse con el agredido, hecho lo cual pudo trasladarse a Cuzco.
Ejerció los cargos de corregidor de Collaguas (1642) y de Aymaraes sucesivamente. Un nuevo incidente amoroso le hizo perder la vida en un duelo contra Alejo de Salas y Valdés y Lorenzo de Zarate, en el lugar conocido como Arcopunco, donde la piedad de los cuzqueños levantó una cruz para perpetuar la memoria del suceso. Los asesinos fueron condenados y se les confiscaron sus bienes.

## Matrimonio y descendencia
Contrajo matrimonio en primeras nupcias con María Barba Verdugo, con quien viajó a Perú en 1630 al ser nombrado su padre corregidor del Cuzco.
Contrajo matrimonio en segundas nupcias con María Gutiérrez de los Ríos Maldonado Venegas (n. Cuzco), señora de la Moyana, hija de Diego Gutiérrez de los Ríos y Maldonado (n. Cuzco), señor de la Moyana y caballero de Santiago (1670) y de Leonor Venegas, de la cual tuvo por hijos a:
- Francisco Sarmiento de Sotomayor y de los Ríos, II vizconde del Portillo, elevado a I conde del Portillo en 1670.
- Mariana Sarmiento de Sotomayor y de los Ríos (n. Caylloma), casada con el general Francisco Núñez Vela, caballero de la Orden de Calatrava, y después de viuda, contrajo segundo matrimonio en la iglesia del Sagrario de Lima el 22 de mayo de 1688[7] con Gaspar José de Cuba y Arce (+1715), hijo de Cristóbal de Cuba y Arce y de Beatriz de Lara y Arroyo.[8]

| Predecesor: - | Corregidor del Cuzco 1630 - 1634 | Sucesor: - |